# كيرت كونو
كيرت كونو (27 أغسطس 1896 - 14 يوليو 1961) كان جنرالًا ألمانيًا في الفيرماخت خلال الحرب العالمية الثانية والذي قاد الفرقة الاحتياط بانزر 233. حصل على وسام الفارس الصليبي الحديدي لألمانيا النازية .

## الجوائز والأوسمة
- الصليب الحديدي (1914) الدرجة الثانية (27 مايو 1916) والدرجة الأولى (20 أغسطس 1916) [1]
- شارة الجرح باللون الأسود (30 يونيو 1918) والفضة (19 مارس 1942) [1]
- مشبك الصليب الحديدي (1939) الدرجة الثانية (1 يوليو 1941) والدرجة الأولى (10 يوليو 1941) [1]
- شارة بانزر باللون الفضي (18 أغسطس 1941) [1]
- ميدالية الجبهة الشرقية (25 أغسطس 1942) [1]
- الصليب الألماني في الذهب في 14 يناير 1942 مثل أوبرست مع بانزر فوج 39 [2]
- وسام الفارس الصليبي الحديدي في 18 يناير 1942 بصفته أوبرست وقائد فرقة بانزر فوج 39 [3]

### اقتباسات
1. 1 2 3 4 5  Wegmann 2004.
2. ↑  Patzwall & Scherzer 2001, p. 76.
3. ↑  Fellgiebel 2000, p. 132.

### قائمة المراجع
- Fellgiebel, Walther-Peer (2000) [1986]. Die Träger des Ritterkreuzes des Eisernen Kreuzes 1939–1945 — Die Inhaber der höchsten Auszeichnung des Zweiten Weltkrieges aller Wehrmachtteile [The Bearers of the Knight's Cross of the Iron Cross 1939–1945 — The Owners of the Highest Award of the Second World War of all Wehrmacht Branches] (بالألمانية). Friedberg, Germany: Podzun-Pallas. ISBN:978-3-7909-0284-6.
- Patzwall, Klaus D.; Scherzer, Veit (2001). Das Deutsche Kreuz 1941 – 1945 Geschichte und Inhaber Band II [The German Cross 1941 – 1945 History and Recipients Volume 2] (بالألمانية). Norderstedt, Germany: Verlag Klaus D. Patzwall. ISBN:978-3-931533-45-8.
- Wegmann, Günter (2004). Die Ritterkreuzträger der Deutschen Wehrmacht 1939–1945 Teil VIIIa: Panzertruppe Band 1: A–E [The Knight's Cross Bearers of the German Wehrmacht 1939–1945 Part VIIIa: Panzer Force Volume 1: A–E] (بالألمانية). Bissendorf, Germany: Biblio-Verlag. ISBN:978-3-7648-2322-1.